# Contao
Contao (früher TYPOlight) ist ein freies Content-Management-System (CMS) für kleine bis große Websites. Es ist ein Open-Source-Projekt, erschien erstmals 2006 und setzt auf Barrierefreiheit und aktuelle Webstandards. Als Datenbank wird MySQL verwendet. Das System lässt sich aus einem Pool von über 1900 Plug-ins in seiner Funktionalität erweitern.
Mit der Veröffentlichung der Vorabversion 2.9. RC1 am 6. Juni 2010 wurde TYPOlight in Contao umbenannt. Der Entwickler Leo Feyer begründete diesen Schritt damit, dass TYPOlight nach einem abgespeckten TYPO3 (CMS) klang und dass der Zusatz „light“ dahingehend missverstanden wurde, dass das CMS nur für kleine Projekte geeignet sei.

## Funktionsumfang
Contao bietet dem Anwender folgende Funktionen:
- Barrierefreie Ausgabe (HTML5)
- Generierung von suchmaschinenfreundlichen URLs, dynamischen Seitentiteln und vollständigen META-Angaben
- browserübergreifendes CSS-Framework
- Unterstützung von Seiten für Mobilgeräte
- Verwendung von Ajax- und Web-2.0-Technik
- integrierter Dateimanager, Suchmaschine und Formulargenerator
- mehrsprachiges benutzerfreundliches Backend (ca. 16 Sprachen), basierend auf Templates, und mehrsprachige Dokumentation
- Frontend-Ausgabe 100 % vorlagenbasierend
- Versionsverwaltung, Revisionen und Funktion, um Änderungen rückgängig zu machen
- Newsletterverwaltung
- Unterstützung mehrerer Sprachen mittels UTF-8-Codierung
- Aktualisierung via Composer oder dem eigens dafür entwickelten Frontend Contao Manager

### Erweiterungen
Inzwischen existieren im Contao Extension Repository über 1800 Erweiterungen in vielen Sprachen, welche im Administrationsbereich von Contao aufgelistet, installiert und aktualisiert werden können. Die Erweiterungen reichen von einfachen Funktionen bis hin zu umfangreichen Online-Shops oder Ticketsystemen.
Mit Composer steht eine neue Paketverwaltung für Contao zur Verfügung, die besser Abhängigkeiten verschiedener Module und Versionen verwalten kann und mittelfristig das Extension Repository ablösen soll. Sie basiert auf der gleichnamigen Paketverwaltung Composer.

### Gestaltungsmöglichkeiten
Module
Bereitstellung und Konfiguration von vorhandenen Frontend-Modulen oder Erweiterungen von Drittanbietern. Frontend-Module sind zum Beispiel Gästebücher, Anmeldeseiten, Menüelemente, Nachrichten, Suchfelder etc.
Stylesheets
Individuelle Gestaltung von Seiteninhalten durch die Verwendung von Cascading Style Sheets (CSS)
Seitenlayouts
Definitionen der inhaltlichen Aufteilung von Webseiten (Anzahl und Position der verwendeten Inhaltselemente wie Textspalten, Kopfzeile, Fußzeile; Anzahl und Position der in der Seite verwendeten Module etc.)
Seitenstruktur
Erweiterung/Veränderung der Seitenstruktur der Website und der Eigenschaften einzelner Seiten (wie zum Beispiel Sprache, Sichtbarkeit etc.)
Templates
Vorkonfigurierte HTML-Seitenvorlagen, die sogenannte Bereichsvorlagen (zum Beispiel $this->header) beinhalten können, die dann in den Seitenlayouts mit Frontend-Modulen befüllt werden.
Inserttags
Inserttags sind Platzhalter (zum Beispiel {{date}} für das aktuelle Datum), die bei der Ausgabe einer Seite durch bestimmte Werte ersetzt werden. Sie können in Templates oder in Modulen verwendet werden.
PHP
Contao kann mit Hilfe der Skriptsprache PHP um zusätzliche Frontend- oder Backend-Module erweitert oder in seiner Funktionalität angepasst werden. Seit September 2008 gibt es ein offizielles „Contao Extension Repository“, in dem alle verfügbaren Erweiterungen zentral zusammengefasst sind.
Hooks
Hooks sind Schnittstellen zu allen wichtigen Contao-Grundfunktionen, über die Entwickler eigene Anpassungen und Erweiterungen am System vornehmen können, ohne Änderungen am Contao-Kern durchführen zu müssen.

### Suchmaschinenfreundlichkeit
Möchte man Webseiten erstellen, die für die Crawling-Technik der heutigen modernen Suchmaschinen besonders geeignet sind, bietet Contao die hierzu notwendigen Einstellmöglichkeiten:
Metaangaben
Schlüsselwörter und Beschreibungs-Tags können für jede Seite separat angegeben werden. Die Integration eigener Metaangaben ist möglich.
Seitentitel
Diese können für jede Seite definiert werden. Der Titel des Projektes und der Seite stehen als eigene Variablen zur Verfügung.
Robot Tags
Seiten können von der Indexierung explizit ausgeschlossen werden. Das Indexwort, follow-tag kann durch eine PHP-Bedingung integriert werden.
URLs
Contao bietet das Umschreiben der vom System generierten URLs in ein suchmaschinenfreundliches Format. Wahlweise geschieht dies auch per mod_rewrite. Auch URLs mit mehr als einer logischen Verzeichnistiefe wie beispielsweise kontakt/ansprechpartner.html sind möglich.
Code
Das System liefert barrierefreien und standardkonformen Code. Ein tabellenloses Design ist umgesetzt.
Sitemap
Es kann automatisiert eine Sitemap generiert werden, die zum Beispiel von Suchmaschinen ausgewertet werden kann.
Analyse
Im Backend können Vorlagen für Google Analytics oder Matomo eingebunden werden, die den benötigten Code für dieses Tool an der richtigen Stelle im Quelltext der Seite einfügen.

## Long-Term-Support-Version
Der Release-Zyklus von Contao beinhaltet auch Versionen mit Long-Term-Support. Die Contao-Versionen mit verlängertem 
Supportzeitraum werden während 3 Jahren mit Bugfixes und 1 Jahr mit sicherheitsrelevanten Updates versorgt, auch wenn zwischenzeitlich schon neuere Contao-Versionen veröffentlicht wurden.

## Versionen
| Legende: | Ältere Version; nicht mehr unterstützt | Ältere Version; noch unterstützt | Aktuelle Version | Aktuelle Vorabversion | Zukünftige Version |

| Software  | Major-Releases | Minor-Releases | Bugfix-Releases (Veröffentlichung)           | Allgemeine Korrekturen bis | Sicherheitsrelevante Korrekturen bis |
| --------- | -------------- | -------------- | -------------------------------------------- | -------------------------- | ------------------------------------ |
| TYPOlight | 1.x            | 1.0            | 1.0.0 (12.03.2006)                           |                            |                                      |
| TYPOlight | 2.x            | 2.0            | 2.0.0 (24.11.2006)                           |                            |                                      |
| TYPOlight | 2.x            | 2.1            | 2.1.0 (28.11.2006) bis 2.1.22 (29.01.2007)   |                            |                                      |
| TYPOlight | 2.x            | 2.2            | 2.2.0 (28.02.2007) bis 2.2.12 (10.4.2007)    |                            |                                      |
| TYPOlight | 2.x            | 2.3            | 2.3.0 (25.04.2007) bis 2.3.4 (11.05.2007)    |                            |                                      |
| TYPOlight | 2.x            | 2.4            | 2.4.0 (07.06.2007) bis 2.4.7 (11.10.2007)    |                            |                                      |
| TYPOlight | 2.x            | 2.5            | 2.5.0 (12.12.2007) bis 2.5.9 (06.06.2008)    |                            |                                      |
| TYPOlight | 2.x            | 2.6            | 2.6.0 (12.08.2008) bis 2.6.8 (01.05.2010)    |                            |                                      |
| TYPOlight | 2.x            | 2.7            | 2.7.0 (01.05.2009) bis 2.7.7 (01.05.2010)    |                            |                                      |
| TYPOlight | 2.x            | 2.8            | 2.8.0 (16.02.2010) bis 2.8.4 (30.06.2010)    |                            |                                      |
| Contao    | 2.x            | 2.9            | 2.9.0 (02.07.2010) bis 2.9.5 (18.05.2011)    |                            |                                      |
| Contao    | 2.x            | 2.10           | 2.10.0 (11.08.2011) bis 2.10.4 (30.12.2011)  |                            |                                      |
| Contao    | 2.x            | 2.11 (LTS)     | 2.11.0 (15.02.2012) bis 2.11.17 (07.04.2014) |                            |                                      |
| Contao    | 3.x            | 3.0            | 3.0.0 (30.10.2012) bis 3.0.6 (21.03.2013)    |                            |                                      |
| Contao    | 3.x            | 3.1            | 3.1.0 (21.05.2013) bis 3.1.5 (08.11.2013)    |                            |                                      |
| Contao    | 3.x            | 3.2 (LTS)      | 3.2.0 (21.11.2013) bis 3.2.21 (05.06.2015)   |                            |                                      |
| Contao    | 3.x            | 3.3            | 3.3.0 (26.05.2014) bis 3.3.7 (24.11.2014)    |                            |                                      |
| Contao    | 3.x            | 3.4            | 3.4.0 (25.11.2014) bis 3.4.5 (27.03.2015)    |                            |                                      |
| Contao    | 3.x            | 3.5 (LTS)      | 3.5.0 (05.06.2015) bis 3.5.40 (11.04.2019)   | Juni 2018                  | Mai 2019                             |
| Contao    | 4.x            | 4.0            | 4.0.0 (09.06.2015) bis 4.0.4 (16.10.2015)    | Dezember 2015              |                                      |
| Contao    | 4.x            | 4.1            | 4.1.0 (26.11.2015) bis 4.1.3 (22.04.2016)    | Juni 2016                  |                                      |
| Contao    | 4.x            | 4.2            | 4.2.0 (18.06.2016) bis 4.2.5 (27.10.2016)    | Dezember 2016              |                                      |
| Contao    | 4.x            | 4.3            | 4.3.0 (25.11.2016) bis 4.3.11 (02.06.2017)   | Juni 2017                  |                                      |
| Contao    | 4.x            | 4.4 (LTS)      | 4.4.0 (15.06.2017) bis 4.4.57 (23.08.2021)   | 14. Dezember 2020          | 14. Dezember 2021                    |
| Contao    | 4.x            | 4.5            | 4.5.0 (28.12.2017) bis 4.5.14 (28.08.2018)   | August 2018                |                                      |
| Contao    | 4.x            | 4.6            | 4.6.0 (23.08.2018) bis 4.6.14 (24.01.2019)   | Februar 2019               |                                      |
| Contao    | 4.x            | 4.7            | 4.7.0 (15.02.2019) bis 4.7.7 (16.07.2019)    | August 2019                |                                      |
| Contao    | 4.x            | 4.8            | 4.8.0 (15.08.2019) bis 4.8.8 (17.02.2020)    | Februar 2020               |                                      |
| Contao    | 4.x            | 4.9 (LTS)      | 4.9.0 (18.02.2020) bis 4.9.42 (25.07.2023)   | 14. Februar 2023           | 14. Februar 2024                     |
| Contao    | 4.x            | 4.10           | 4.10.0 (18.08.2020) bis 4.10.7 (16.02.2021)  | 14. Februar 2021           |                                      |
| Contao    | 4.x            | 4.11           | 4.11.0 (17.02.2021) bis 4.11.9 (24.08.2021)  | 14. August 2021            |                                      |
| Contao    | 4.x            | 4.12           | 4.12.0 (19.08.2021) bis 4.12.7 (18.02.2022)  | 14. Januar 2022            |                                      |
| Contao    | 4.x            | 4.13 (LTS)     | 4.13.0 (17.02.2022) bis 4.13.55 (13.08.2025) | 14. Februar 2025           | 14. Februar 2026                     |
| Contao    | 5.x            | 5.0            | 5.0.0 (18.08.2022) bis 5.0.10 (16.02.2023)   | 14. Februar 2023           |                                      |
| Contao    | 5.x            | 5.1            | 5.1.0 (16.02.2022) bis 5.1.11 (01.08.2023)   | 14. August 2023            |                                      |
| Contao    | 5.x            | 5.2            | 5.2.0 (15.08.2023) bis 5.2.10 (16.02.2024)   | 16. Februar 2024           |                                      |
| Contao    | 5.x            | 5.3 (LTS)      | 5.3.0 (16.02.2024) bis 5.3.37 (13.08.2025)   | 14. Februar 2027           | 14. Februar 2028                     |
| Contao    | 5.x            | 5.4            | 5.4.0 (15.08.2024) bis 5.4.14 (17.02.2025)   | 14. Februar 2025           |                                      |
| Contao    | 5.x            | 5.5            | 5.5.0 (18.02.2025) bis 5.5.16 (18.08.2025)   | 14. August 2025            |                                      |
| Contao    | 5.x            | 5.6            | 5.6.0 (18.08.2025)                           | 14. Februar 2026           |                                      |
| Contao    | 5.x            | 5.7 (LTS)      |                                              | 14. Februar 2029           | 14. Februar 2030                     |
| Contao    | 6.x            | 6.0            |                                              | 14. Februar 2027           |                                      |
| Contao    | 6.x            | 6.1            |                                              | 14. August 2027            |                                      |

## Contao-Association
Am 16. Mai 2012 wurde der „Contao Verein Schweiz“ per Mitgliederentscheid in „Contao-Association“ umbenannt und tritt als offizieller Contao-Verein zur Förderung des Contao Open Source CMS auf. Der Verein hat seinen Sitz weiterhin in der Schweiz, jedoch nun mit dem Fokus auf Deutschland, Österreich und die Schweiz. Die Ziele des Vereins sind die Finanzierung der Weiterentwicklung von Contao, die Neu- und Weiterentwicklung von Erweiterungen, die Kommunikation nach innen und außen sowie Public Relations und die Organisation von Events.

## Arbeitsgruppe „Core-Entwicklung“
In der Vergangenheit wurde Contao dafür kritisiert, dass das Kernsystem von Contao nur von einem Entwickler erstellt wird, was für eine nachhaltige Weiterentwicklung kritisch sein kann. Um dem entgegenzuwirken, gibt es seit Sommer 2011 die offizielle Arbeitsgruppe „Core-Entwicklung“ mit aktuell (2022) acht Entwicklern.
Der Prozess der Entwicklung des Kernsystems wurde inzwischen dahingehend geöffnet, dass ein öffentliches Projektarchiv (Repository) eingerichtet wurde. Engagierte Entwickler aus der Community können dadurch Änderungen am Kernsystem in den Zwischenschritten zeitnah nachvollziehen, überprüfen und dazu Hinweise/Anregungen im Ticketsystem hinterlassen.

### Bücher
- Leo Feyer: Das offizielle Contao-Handbuch. Der Leitfaden für Anwender, Administratoren und Entwicklung. Addison-Wesley, München u. a. 2010, ISBN 978-3-8273-3014-7.
- Thomas Weitzel: Mit Contao Webseiten erfolgreich gestalten: Konzeption, Umsetzung, Beispielprojekte. Addison-Wesley, München u. a. 2010, ISBN 978-3-8273-2892-2.
- Thomas Weitzel: Contao für Webdesigner. Mit responsiver Beispielwebsite, Tutorials, Checklisten. Hanser Verlag, München 2013, ISBN 978-3-446-43781-4.
- Nina Gerling: Contao für Redakteure. Inhalte editieren und verwalten mit dem Open-Source-CMS. Addison-Wesley, München u. a. 2010, ISBN 978-3-8273-2893-9.
- Anne-Kathrin Merz: Contao – Das umfassende Praxisbuch. mitp, 2010, ISBN 978-3-8266-5532-6.
- Peter Müller: Websites erstellen mit Contao 3. Galileo Computing, 2012, ISBN 978-3-8362-2010-1.
- Thomas Reindlmeier: Contao – Webseiten clever gestalten – für Contao 2.11 und Contao 3.0. Vollständig überarbeitete Neuauflage. KnowWare, Osnabrück 2013, ISBN 978-3-943252-07-1.
- Peter Müller: Contao – Das umfassende Handbuch. Galileo Press, Bonn 2014, ISBN 978-3-8362-3016-2.

### Videotrainings
- Michael Herzog: Webseiten erstellen mit TYPOlight. Auch aktuell zu Contao (DVD-ROM). Galileo Press, Bonn Mai 2010, ISBN 978-3-8362-1636-4.
- Harry Boldt: Contao 3 – Das große Training (Online-Training). Video2Brain, Graz 2013
- Contao Academy: Online-Kurse mit regelmäßig neuen Videos zu Contao, seit 2016
- Marvin Kellermann: Videokurse zur Erstellung und Verwaltung von Contao-Websites, seit 2019